# Maurice Auguste Lippens
Maurice Auguste Eugène Ch. M. G. Lippens, (Gante, 21 de agosto de 1875—Ixelles, 12 de julio de 1956) fue un estadista belga. Fue Ministro de Estado, de Ferrocarriles, de Correo y Telégrafos, de Educación Pública, presidente del Senado, gobernador honorario Flandes Occidental y gobernador general del Congo Belga. Fue igualmente burgomaestre de la comuna de Moerbeke, y por sus servicios se le concedió el título de conde. Es el abuelo del empresario homónimo Maurice Lippens.